# Caiuajara
Caiuajara (лат.) — род птерозавров из семейства тапеярид из позднемеловой эпохи (туронский — кампанский века, 93,9—72,1 млн лет назад), живших на территории современной Бразилии.

## Открытие и наименование

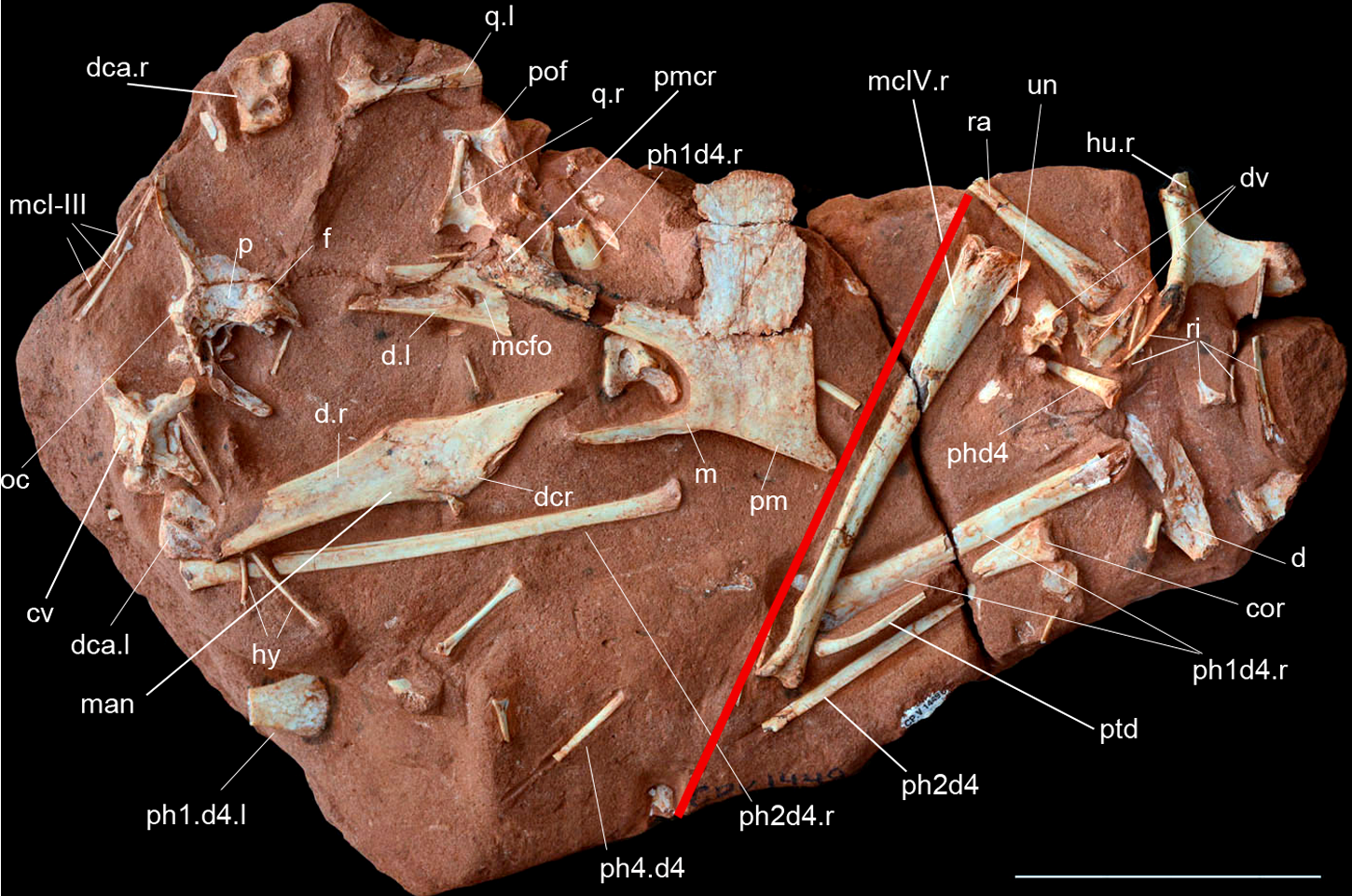
Образцы голотипа и паратипа

В 1971 году рабочие Александре Добруски и его сын Жоау Густаво Добруски нашли окаменелые остатки птерозавра в поле недалеко от Крузейру-ду-Уэсти на юге Бразилии, штат Парана. В 2011 году сведения о находке были переданы палеонтологам Паоло Манцигу и Луису Вайншутцу. 
В 2014 году Паоло Манциг и его коллеги описали типовой и единственный вид Caiuajara dobruskii. Род назван по геологической группе Кайюа, где обнаружены находки, с добавлением окончания -jara, взятого из названия родственного рода тапежар (Tapejara). Видовое название дано в честь первооткрывателей находки.

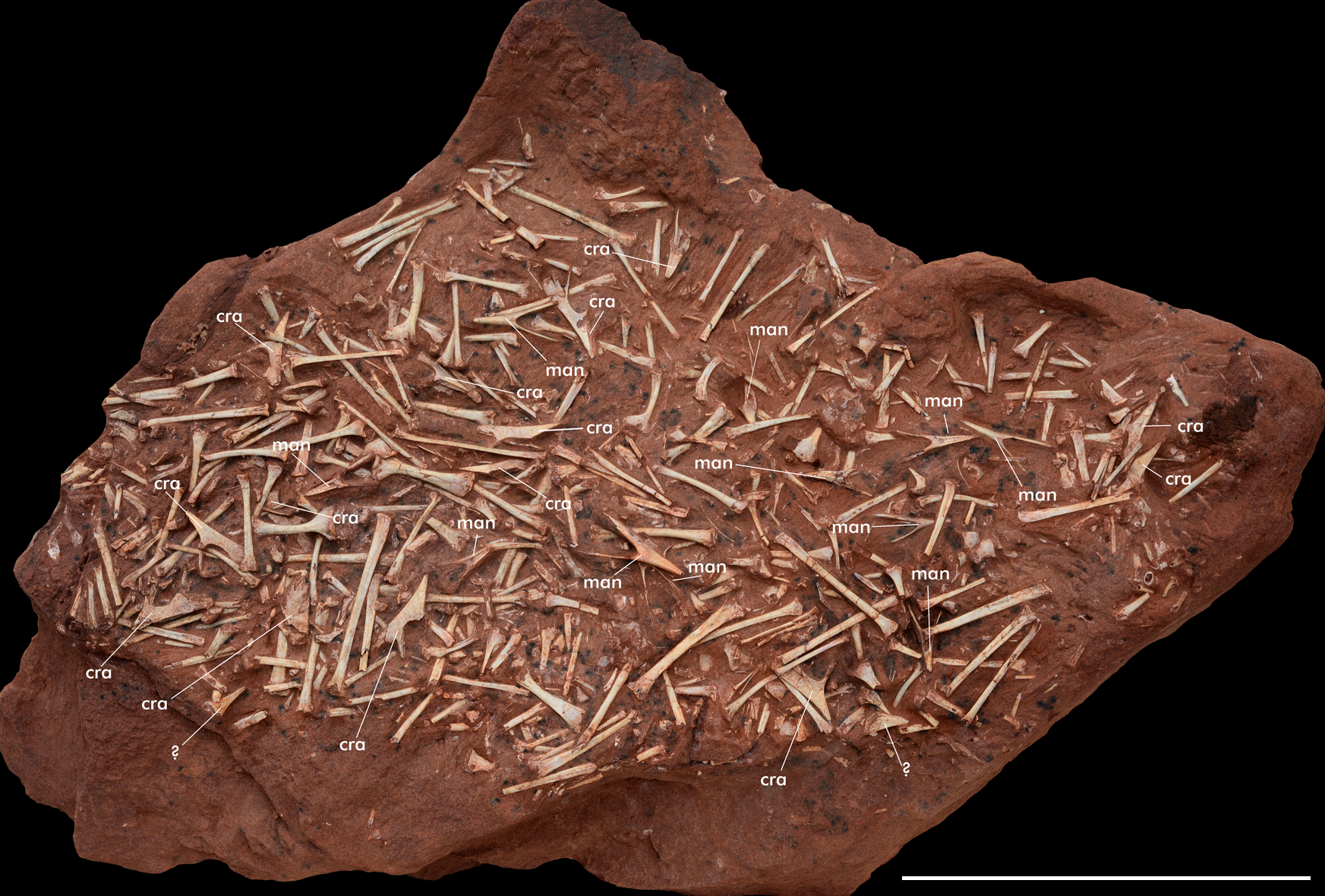
Сотни костей, включая 14 частичных черепов

Голотип CP.V 1449 был найден в слое песчаника в формации Goio-Erê, возраст которой точно не определён. Голотип состоит из частичного скелета, включая череп, нижнюю челюсть, шейные позвонки и элементы крыла. Было обнаружено около сотни костей, сосредоточенных в нескольких костных ложах, и представляющих, по крайней мере, 47 особей. В целом присутствуют все элементы скелета. Кости сохранились целиком и не раздавленными, хотя сочленены лишь в редких случаях. Найденные остатки нередко принадлежат неполовозрелым особям; взрослые животные намного более редки, представлены лишь двумя черепами и тремя плечевыми костями. Хорошо сохранившиеся экземпляры были назначены паратипами, более фрагментарные — соотнесены с видом.
Большинство образцов являются частью коллекции Centro Paleontológico из Universidade do Contestado.

## Описание
Самые крупные особи имели приблизительный размах крыльев в 2,35 метра. Голова была большой и беззубой, с огромным (у взрослых особей) гребнем на клюве, похожим формой на акулий плавник.

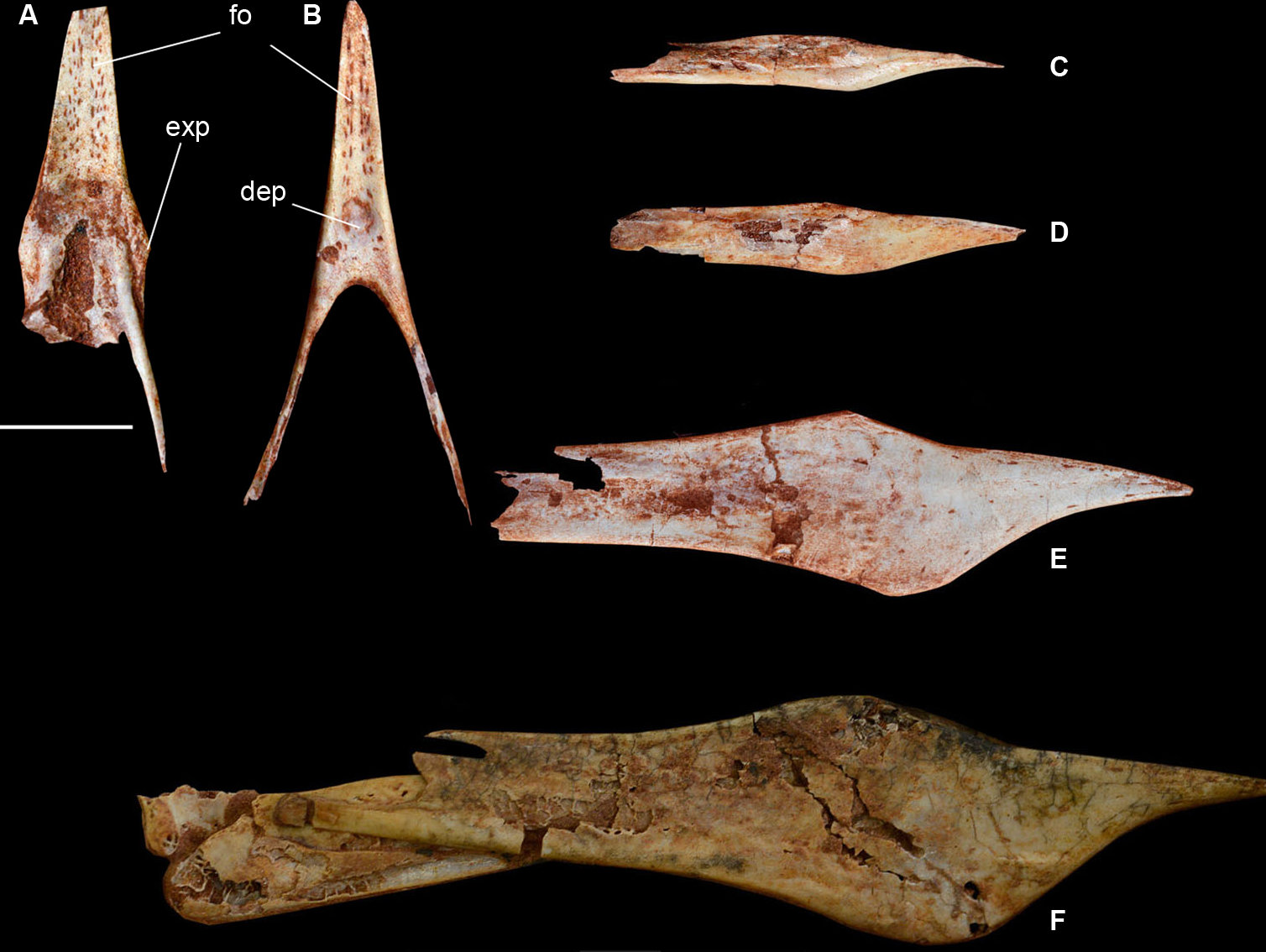
Нижние челюсти

Авторы описания установили несколько уникальных черт, аутапоморфий. Кончик клюва сильно загнут вниз, от 142 до 149°, по отношению к краю верхней челюсти. Задние восходящие ветви предчелюстной кости на своей средней линии образуют удлинённый костистый обод, выступающий вниз, в ноздре-предглазничное окно (большое отверстие в черепе между глазницей и ноздрёй). В вогнутой верхней задней части симфиза сросшийся передний край нижней челюсти, присутствует округлое углубление. Передний наружный край квадратной кости показывает продольный желобок. Ниже передней части ноздре-предглазничного окна присутствует углубление в верхнем крае челюсти.
Кроме того, Caiuajara показывает уникальную комбинацию признаков, которые сами по себе не являются уникальными. Нижний край глазницы скруглён. При максимальном закрытии челюстей зазор между верхней и нижней челюстями шире, чем наблюдается у других тапеярид. Птероид на нижней поверхности показывает заметную впадину там, где должно быть пневматическое отверстие.

## Филогения
Caiuajara была отнесена к семейству тапеярид, а точнее, к подсемейству Tapejarinae. Она разделяет с тапеяридами несколько черт, таких, как гребень, идущий от передней части клюва до затылочной части головы; удлинённое ноздре-предглазничное окно, занимавшее более 40 % длины черепа; большой выступ на переднем крае коракоида. Типичной чертой тапеярин является загнутый вниз клюв. Кладистический анализ показал, что Caiuajara является возможным сестринским таксоном для птерозавра Tupandactylus. По состоянию на 2014 год, Caiuajara стала самым геологически молодым тапеяридом (отдельно от возможного тапеярида Bakonydraco galaczi), а также самым южным из всех известных. Подобное расширение диапазона находок рассматривалось как признак того, что тапеяриды имели глобальное распространение. Кроме того, Caiuajara является первым птерозавром, найденным на юге Бразилии.

## Палеобиология

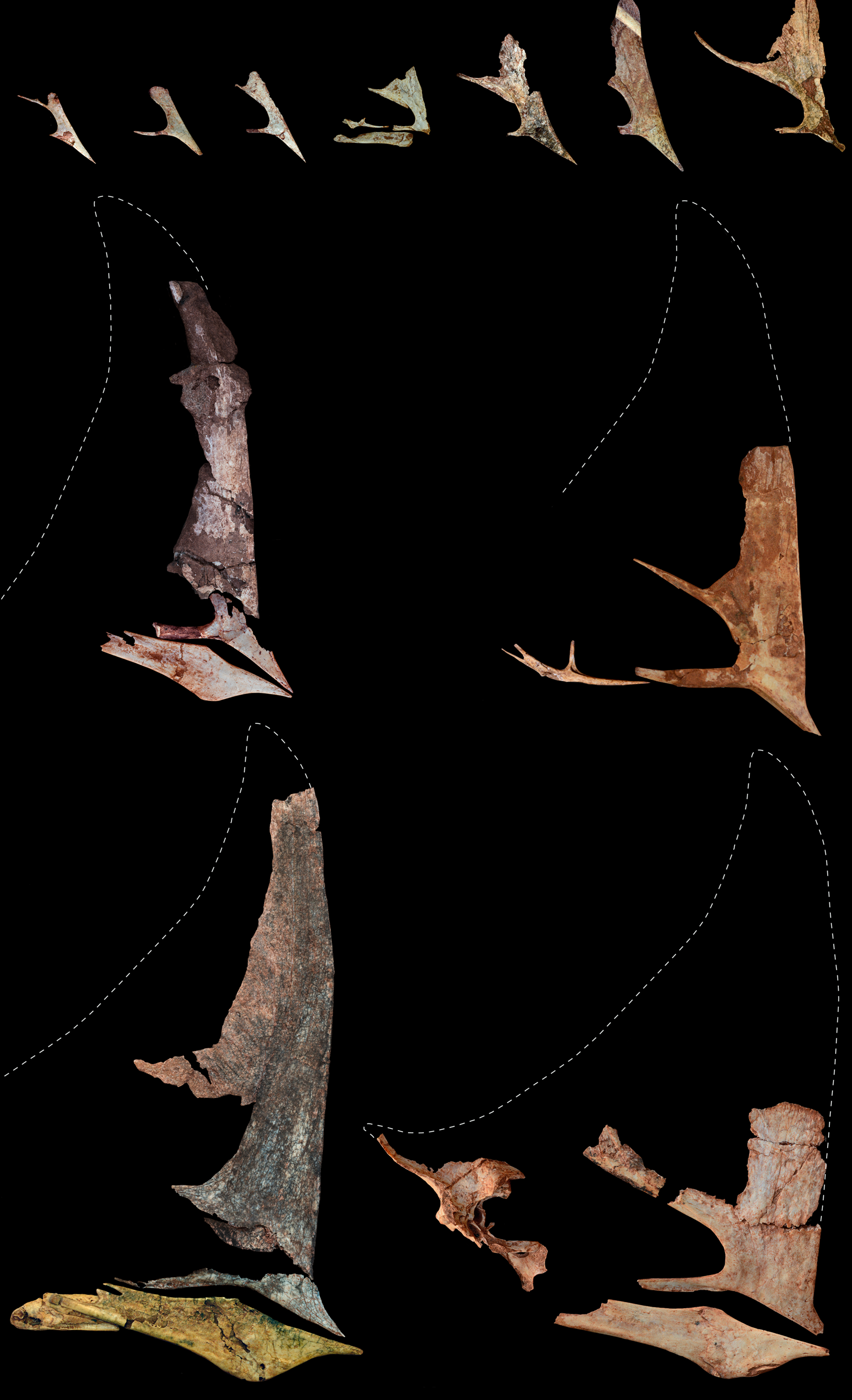
Черепа на разных стадиях роста

Средой обитания Caiuajara были пустыни с дюнами. Слои, где были найдены ископаемые остатки, были депонированы в озере; скорее всего, кости некоторое время пролежали на поверхности, и только потом их сдуло в воду сильным ветром, где они погрузились на дно. Возможно, те же бури унесли жизни многих особей, или же их смерть могла быть вызвана засухой. Последовательность слоёв показывает, что птерозавры длительное время заселяли окрестности озера или посещали его во время регулярных миграций. Ископаемые растения (тапеяриды часто описываются как растительноядные животные) найдены не были, поэтому источник питания птерозавров неизвестен. Кроме того, не обнаружены и остатки беспозвоночных.

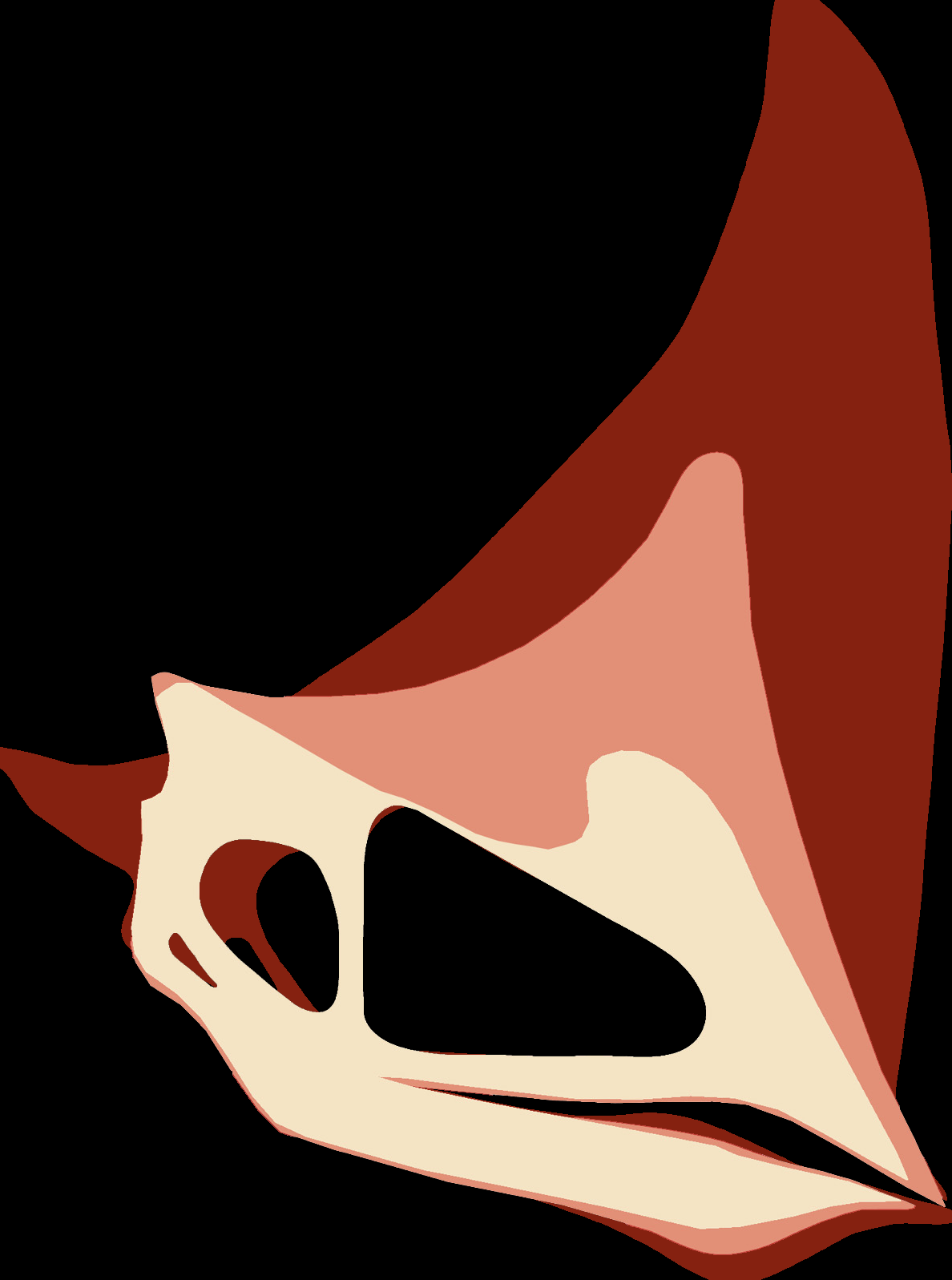
Реконструированные черепа от молодых особей (более светлый оттенок) до взрослых (более тёмный)

Большие концентрации ископаемых остатков птерозавров, такие, как остатки аргентинского Pterodaustro, очень редки, и указывают на то, что птерозавры жили колониями. Многие образцы также позволили определить различные стадии роста; это первый убедительный случай онтогенеза, при котором все остатки убедительно принадлежали одному виду. Возраст многих особей можно определить не только по размеру костей, но и по стадии окостенения, особенно грудины, длинных трубчатых костей и запястья, а также по слиянию лопатки и коракоида в скапулокоракоид. Находки показали, что неполовозрелые особи, самые маленькие из которых имели размах крыльев около 65 сантиметров, как правило, обладали теми же пропорциями, что и взрослые. Особенно важным является то, что их плечевые кости не пропорционально меньше, а их плечевые дельтопекторальные гребни, к которым крепились основные летательные мышцы, не менее развиты, достигая от 38 до 40 % длины плеча. Эти признаки говорят о том, что данный вид птерозавров был выводковым, чьи птенцы были способны летать почти сразу после вылупления. Возможно, это было характерно для всех птерозавров. 
Гребень на морде, однако, очень сильно менялся в процессе роста. С возрастом он становился гораздо выше; также достаточно сильно менялся угол наклона, приблизительно со 115° до 90°. Хотя морда со временем становилась более массивной, наклон её вершины по отношению к краю челюсти оставался прежним. В задней части черепа развивался дополнительный выступ. Кроме того, сильно увеличивался в размерах нижнечелюстной гребень. Образцов без нижнечелюстного гребня найдено не было, что ставит под сомнение половой диморфизм Caiuajara в частности и птерозавров в целом.